# Зграда Дома трговачке омладине у Пожаревцу
Зграда Дома трговачке омладине у Пожаревцу подигнута је предата на употребу крајем августа 1930. године. Данас је у тој згради смештена Политехничка школа.

## Историја
Још 1923. године за Дом Пожаревачке трговачке омладине, дат је предлог да се поклони земљиште за његово подизање. Након три године, 1926. донета је одлука да се уступи део плаца. Пожаревачка фирма „Павловић и Мирковић” власништво угледних трговаца Михајла С. Павловића и Саве Мирковића, донирала је два милиона динара за подизање Дома са соколаном 1928. године. За подизање Дома планирана је сума 2,4 милиона динара.

## Архитектура
Градња је почела средином маја 1929. године, а радове је изводила грађевинска фирма Матије Блехе из Београда, по пројекту архитекте исте фирме Јарослав Прхал у марту 1929. године, у стилу српске модерне архитектуре, а грађен савременим материјалима. 
Површина од нешто више од хиљаду квадрата била је намењена за школу и соколану, а у свом саставу имала је салу за свечаности са 368 места у приземљу и 126 на галерији. 